# Den falske Asta Nielsen
Den falske Asta Nielsen er en tysk stumfilm fra 1915 instrueret af Urban Gad med Asta Nielsen i dobbeltrollen som sig selv og som Bolette.

## Handling
Asta Nielsen er på højden af sin berømmelse i 1914; hun er sammen med Henny Porten den mest populære kvindelige filmstjerne i det tyske kejserrige. Det ved teaterdirektøren Baumbach også, og han mener, at hans datter Bolette, en "stjerne i svøb", men desværre uden succes, har en stor lighed med filmdivaen. Så hvorfor skulle teaterdirektøren ikke forsøge at tjene penge på Bolette som en falsk Asta Nielsen, især når han lige har læst, hvor meget den rigtige Asta angiveligt tjener. Bolette er begejstret for denne idé og skriver et brev til den berømte dansker, hvor hun beder om noget af sit tøj, der ikke længere er brug for. Asta Nielsen er generøs og hun sende Bolette nogle kjoler.
Uforvarende er divaens diamantsmykker også havnet under tøjet, som den driftige Baumbach straks forsølver hos en guldsmed for at investere pengene som startkapital i Bolettes spirende stjernekarriere. I Waldenburg i Schlesien, hvor der er annonceret en Asta Nielsen-gæsteoptræden på det lokale teater, får far og datter deres ilddåb. Der er en klar arbejdsdeling: den bondesnu Baumbach tager sig af de økonomiske og organisatoriske forhold, mens Bolettes "Asta" kyndigt forklarer pressen om essensen af filmografi og filmskuespil. Ved en reception, der blev givet til hendes ære, opfører den bondske Bolette sig imidlertid helt forkert. Men folket her i provinsen ser hende stadig som "Asta", da de antager, at sådan adfærd er et udtryk for typiske kunstneriske luner.
Et filmselskab kontakter teaterdirektøren og vil indspille en film med Bolettes Asta. Men hun foretrækker at hygge sig i byens natteliv, hvor hun møder en sød baron, som hun kan lide. Han kan igen lide hendes grove, robuste og lidt larmende personlighed. Vinen flyder i stride strømme, og næste morgen har Bolette tømmermænd. Stadig lidt bedugget dukker hun op på sin nye arbejdsgivers studie, hvilket gør hendes nye chefer rasende. Samtidig ankommer den rigtige Asta Nielsen til Waldenburg og er meget overrasket over, at hun får sådan en kold modtagelse. Bolette havde sikkert gjort et ret katastrofalt indtryk aftenen før. Direktøren for Hofteatret gør det klart for Asta, at han anser sin scene for at være for værdifuld til, at en person af hendes karakter kan optræde der. Mere end overrasket bevæger Asta Nielsen sig væk fra dette ugæstfrie sted og vender tilbage til gaden. Der modtager Asta en stævning til retten, hvor hun er tiltalt for forstyrrelse af ro og orden og for uforsvarlig adfærd. For at gøre tingene værre bliver Asta også kontaktet af en fedtet herre, der i ramme alvor hævder, at han har været hendes kæreste siden i går aftes.
Efterhånden indser den virkelige Asta Nielsen, at noget ikke kan være rigtigt her: der må være en dobbeltgænger! Baronen, der forinden havde lagt an på hvad han troede var den rigtige diva, er netop vendt tilbage fra indkøb og forærer sin Bolette-Asta den diamantstjerne, som far Baumbach for nylig fik forsølvet og som tilhører den rigtige Asta. Baumbach er henrykt og tænker allerede på, hvordan han kan omdanne det værdifulde smykke til penge en anden gang. Snart begynder Bolette at optræde som Asta foran kameraet, mens den hemmeligt ankomne virkelige Asta Nielsen betragter skuespillet fra sit skjul. Hun morer sig over Bolette og i slutscenen snyder hun sig ind foran kameraet og rækker et brev til den forbløffede Bolette. Baumbach, der ser tragedien nærme sig, er for længst stukket af – naturligvis med Asta Nielsens diamantsmykker. Han kommer dog ikke ret langt, fordi politiet allerede har ventet på ham og anholder ham. Bolette tror, at hun kigger ind i sit eget spejlbillede. Hun vil hurtigt væk, men bliver også anholdt af politiet. Da Baumbach angerfuldt returnerer smykket til Asta, går den høje dansker i forbøn for de to gerningsmænd, og politiet lader far og datter gå. Bolette og hendes baron forlader scenen, og Asta Nielsen gør det klart for den forvirrede teaterdirektør von Waldenburg med en selvtilfreds undertone, at der kun er én Asta Nielsen.

## Produktion
Stykket i tre akter blev filmet i det tidlige efterår 1914 på Union Atelier i Oberlandstraße i Berlin-Tempelhof. Filmen gik igennem filmcensuren i september og november 1915 og blev forbudt for mindreårige. Premieren på komedien i tre akter blev stærkt forsinket på grund af krigen og fandt først sted i Tyskland den 10. december 1915. I februar 1916 fik Den falske Asta Nielsen premiere i både Danmark og Holland.
Teaterkomikeren Victor Arnold, der døde ved selvmord i oktober 1914, spillede sin sidste rolle i filmen her. I en scene ser den falske Asta, Bolette, på den virkelige Asta i dennes film Ilden (Das Feuer) fra 1914.

## Anmeldelser
| Citat                                                  | Asta Nielsen udfører sin rolle med ægte kunstnerisk humor: Scenen, hvor den falske Asta Nielsen med spejlet i hånden forsøger at tilegne sig den store kunstners ansigtsudtryk, er morsom, mens hun selvfølgelig satiriserer sig selv, hvilket har en fantastisk effekt. En af de bedste komikere, der nogensinde har optrådt på filmscenen, Berlin-skuespilleren Arnold, der desværre døde for tidligt, opnår også en strålende præstation i denne film (...) Den rigtige og forkerte Asta Nielsens optræden i den sidste handling er teknisk udført med enestående dygtighed. | Citat |
| Kinematographische Rundschau, 14. november 1915. p. 82 | |       |

## Medvirkende
- Asta Nielsen: Asta / Bolette
- Victor Arnold: hendes manager
- Fred Immler: Teaterdirektør Baumbach, Bolettes far
- E. Dietsch: Baronen